# Domanowo (województwo zachodniopomorskie)
Domanowo – osada w Polsce położona w województwie zachodniopomorskim, w powiecie stargardzkim, w gminie Stargard.
W latach 1975–1998 miejscowość administracyjnie należała do województwa szczecińskiego.